# Rutstroemiaceae
Rutstroemiaceae es una familia de hongos en el orden Helotiales. Las especies de esta familia poseen una distribución cosmopolita, especialmente en zonas templadas.